# Алекса Дундић
Алекса Дундић, такође познат под именима Иван Алеко или Олеко, Томо, Иван Димитријевич (Хан пијесак 12. август 1897 — Ровно, 8. јул 1920) је био учесник Руског грађанског рата на страни Црвених, српског порекла и херој Октобарске револуције. Један је од првих носилаца највишег совјетског војног одликовања Ордена црвене заставе (1920).
О њему је 1958. снимљен истоимени филм у совјетско-југословенској копродукцији.

## Биографија
По Великој совјетској енциклопедији Дундић је рођен 13. априла 1896. године (или по другим подацима 12. августа 1897) у Грабовцу у Далмацији, близу града Имотски, која је тада била део Аустроугарске. Пореклом је из сељачке породице.
Научио је да јаше још као дечак радећи као пастир у Аргентини и Бразилу.
Вратио се непосредно пред почетак Првог светског рата. Изгледа да се у аустроугарску војску пријавио још као малолетан, уместо једног Хваранина. Борио се на Источном фронту Године 1916. током битке код Луцка заробила га је руска војска.
Завршио је у Одеси школу резервних официра 1916. и приступио Српској добровољачкој дивизији, где је био командант Првог југословенског коњичког пука. Борио се на Руском и на Румунском фронту.
По избијању Октобарске револуције, окупио је око себе око 150 истомишљеника и прикључио се интернационалном одреду Црвене гарде. Учествовао је у борбама против белогардејских и интернационалистичких јединица у региону Одесе, Донбаса и Царицину. 
У марту 1918. године је био на челу герилског одреда у региону Бахмута (у совјетско време Артјомовск) који се касније придружио Морозов-Доњецкој дивизији која се повлачила са армијом Климента Ворошилова према Царицину јуну 1918.
Учествовао је у одбрани Царицина као члан Интернационалног батаљона, а затим у коњичкој бригаду Крјучковског и Булаткина. Од 1919. године је служио под командом Семјона Буђонија. Учествовао је у бројним биткама и рањен је неколико пута.
Истицао се великом храброшћу, енергијом и сналажљивошћу. Због своје храбрости био је популаран међу Буђонијевим војницима. Од јуна 1919. године је био заменик команданта 36. пука 6. коњичке дивизије.
Почетком јуна 1920. године у херојском јуришу кроз пољске редове, смртно је погођен у бици
код Ровна у данашњој Украјини и одликован је Орденом црвене заставе.
Сахрањен је у Ровну, где је и погинуо. Над гробом му је подигнуто спомен попрсје 1957. године. У Ровну се налази и његов музеј. Украјинске власти срушиле су споменик 2019. године, прекопале гроб и пренеле посмртне остатке из градског парка на гробље.
Његово име је уклесано на зидинама Кремља, заједно са именима осталих хероја Октобарске револуције.
О његовом животу је 1942. написан позоришни комад „Олеко Дундич”. Од 1946. године коњички клуб из Београда носи његово име,
Године 1957. је снимљен филм Алекса Дундић (1958), у југословенско-совјетској копродукцији.

## Спорна биографија
Дундићево порекло је дуго било нејасно. О Дундићевом српском пореклу најпре је писао Исак Бабељ, совјетски писац и Дундићев саборац из Прве коњичке армије. У једној од прича у Бабељовој збирци Црвена коњица, у којој каже да је код Ровног погинуо „Србин Дундић, најхрабрији од свих људи“.
У филму из 1958. је Дундић представљен као некадашњи српски официр из Српског добровољачког корпуса и на крају се прикључио бољшевицима.
По Просветиној енциклопедији (и Малој енциклопедији БИГЗ) рођен је око 1893. године. А место име и презиме као и место рођења није потврђено. Наводно он је био Милутин Чолић из Ражана (код Ужица) или Мркаља (источна Босна).
Дилеме је додатно продубила књига Миодрага Ашанина и Лазара Чолића, "Алекса Дундић. Сабља над степом", Титово Ужице, 1967. године. У књизи се погрешно истиче да је Дундић пореклом из околине Косјерића и да се наводно звао Милутин Чолић.